# Satchelliella longistylis
Satchelliella longistylis är en tvåvingeart som först beskrevs av Mirouse 1960.  Satchelliella longistylis ingår i släktet Satchelliella och familjen fjärilsmyggor. Inga underarter finns listade i Catalogue of Life.